# Odontognophos
Odontognophos là một chi bướm đêm thuộc họ Geometridae.